# Асеведо, Герсон
Ге́рсон Эли́ас Асеве́до Ро́хас (исп. Gerson Elías Acevedo Rojas; 5 апреля 1988, Сантьяго, Чили) — чилийский футболист, полузащитник.

## Карьера

### Клубная
Профессиональную карьеру начал в 2006 году в клубе «Коло-Коло», за который выступал до 2007 года, проведя за это время 6 матчей, после чего пополнил ряды клуба «Унион Эспаньола», в составе которого сыграл 14 встреч. В 2008 году перешёл в «Пуэрто-Монтт», в котором, однако, не закрепился, и так и не проведя ни одной игры, перешёл в том же году в клуб «Антофагаста», где выступал до конца года, проведя 10 матчей. Затем вернулся в «Пуэрто-Монтт», где и провёл весь 2009 год, снова так ни разу и не сыграв.

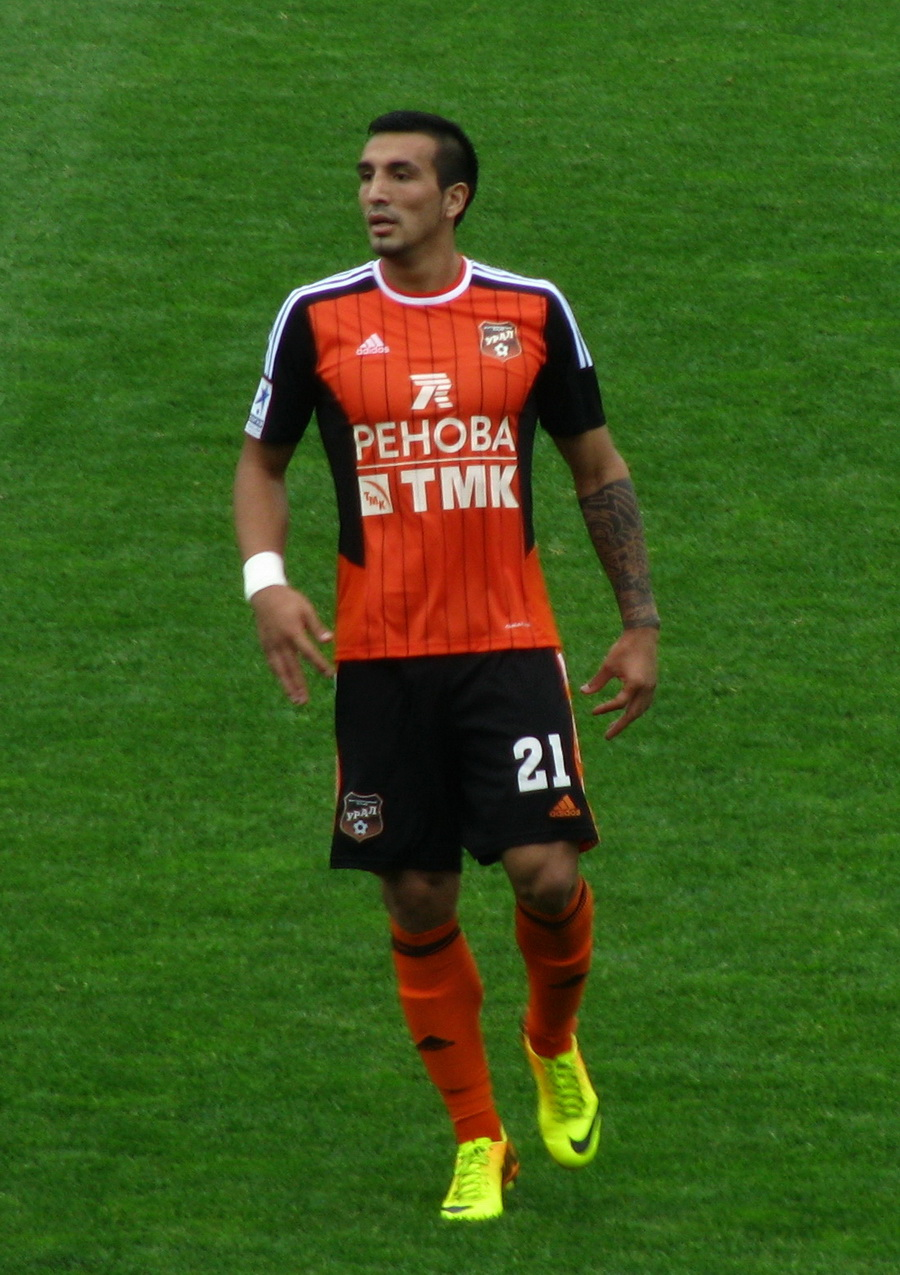
Асеведо в 2013 году

Зимой отправился на просмотр в ереванский «Пюник», в составе которого участвовал в турнире «Кубок чемпионов Содружества», но в итоге клубу не подошёл. 11 февраля 2010 года было сообщено, что Асеведо пополнил ряды клуба «Урал», став, тем самым, первым в истории клуба футболистом с другого континента. В 2011 году перешёл в состав клуба «Мордовия». В 2011 году он забил 3 мяча за саранский клуб.
Награждён орденом Славы III степени Республики Мордовия.
13 июля 2012 года вернулся в «Урал», подписав однолетний контракт.
5 ноября 2013 года по мнению посетителей интернет-портала Sportbox.ru был признан автором лучшего гола 15-го тура РФПЛ. Гол был забит на 93-й минуте матча «Анжи» — «Урал» и принёс екатеринбургскому клубу победу со счётом 0:1. Этот гол впоследствии был признан лучшим голом «Урала» в сезоне 2013/14.
По итогам 3-го тура сезона 2014/15 гол Асеведо в ворота «Зенита» вновь был признан лучшим в туре. Этот гол был признан лучшим голом «Урала» в первой части сезона 2014/15, а по итогам сезона занял второе место, уступив лишь голу Спартака Гогниева в ворота «Терека».
В 8-м туре сезона 2015/16 Асеведо вновь стал автором самого красивого гола тура, поразив ударом из-за пределов штрафной дальнюю девятку ворот «Уфы». Впоследствии этот гол был выбран болельщиками «Урала» как лучший гол команды в сезоне.
17 октября 2015 года в очередной раз стал автором самого красивого гола тура, в матче ЦСКА — «Урал», попав прямым ударом со штрафного в девятку ворот Игоря Акинфеева.
Дважды, в марте 2014 и сентябре 2015 признавался болельщиками «Урала» лучшим игроком месяца. В марте 2016 года продлил контракт на 2 года. По итогам сезона 2015/16 попал в пятерку лучших футболистов года в клубе по мнению болельщиков.
В июне 2016 года Асеведо свободным агентом перешёл в алматинский «Кайрат». Но уже в январе 2017 года клуб расстался с чилийцем, не оправдавшим ожидания.
Асеведо вернулся в Чили и летом стал игроком клуба «Депортес Икике», однако уже в августе контракт с клубом был расторгнут в связи с семейными обстоятельствами.
В январе 2018 года присоединился к чемпиону Литвы, клубу «Судува». В матче первого тура А-лиги против команды «Стумбрас» Асеведо забил первый гол за свою новую команду. По завершении сезона чемпионский титул был второй раз кряду выигран «Судувой», а Асеведо с десятью забитыми мячами стал лучшим бомбардиром команды.
В марте 2019 года пополнил ряды клуба «Алашкерт».

### В сборной
Выступал за юношескую (до 17 лет) и молодёжную (до 20 лет) сборные Чили.
28 июля 2011 года впервые получил вызов в сборную Чили, на матч против сборной Франции. Второй раз Асеведо был вызван в сборную 2 сентября на матч против испанцев. А дебют Герсона в сборной состоялся 4 сентября, где чилийцы встречались с мексиканцами. Асеведо отыграл первый тайм.

## Достижения
«Коло-Коло»
- Чемпион Чили (2): Кл. 2006, Ап. 2007

«Мордовия»
- Победитель Первенства ФНЛ: 2011/12

«Урал»
- Победитель Первенства ФНЛ: 2012/13
- Обладатель Кубка ФНЛ: 2013